# Peltogyne purpurea
Peltogyne purpurea är en ärtväxtart som beskrevs av Henri François Pittier. Peltogyne purpurea ingår i släktet Peltogyne och familjen ärtväxter. Inga underarter finns listade i Catalogue of Life.